# نیو لانو (لوئیزیانا)
نیو لانو (به انگلیسی: New Llano) شهری در ایالت لوئیزیانا کشور ایالات متحده آمریکا است که جمعیت آن در سرشماری سال ۲۰۱۰ میلادی، ۲٬۵۰۴ نفر بوده‌است.